# Kai Havaii

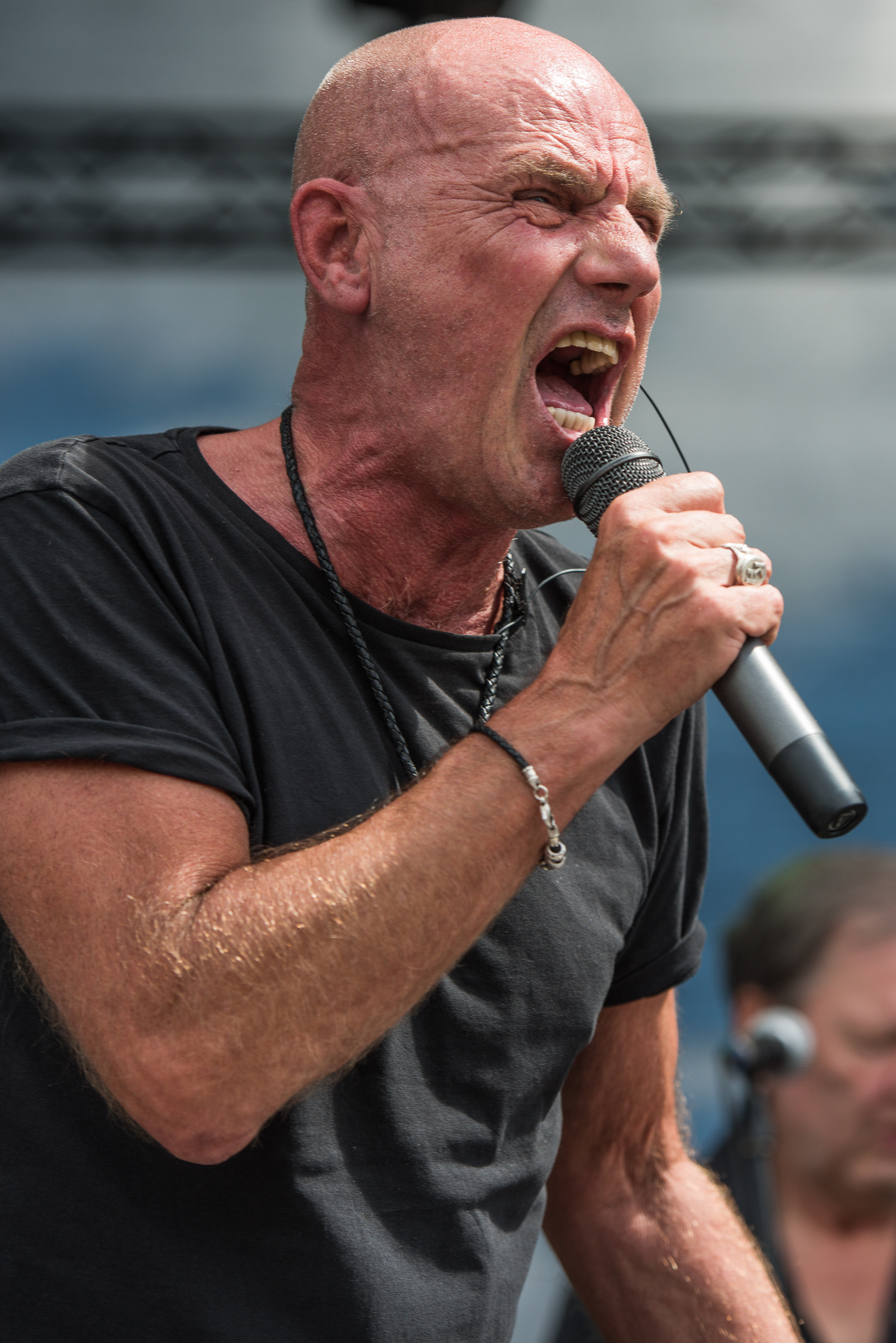
Kai Havaii bei Lieder am See 2017

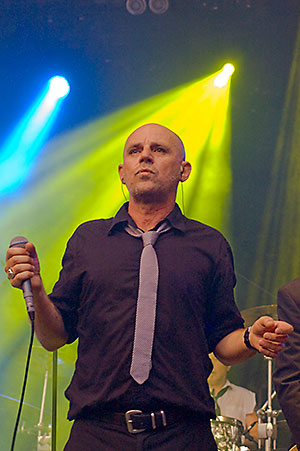
Kai Havaii, 2008

Kai Havaii (* 14. April 1957 in Hagen), Künstlername von Kay-Oliver Schlasse, ist ein deutscher Rockmusiker, Schriftsteller und Cartoonzeichner. Bekannt wurde er vor allem als Sänger der Rockband Extrabreit, die besonders die 1980er Jahre mitprägte.

## Leben
Havaii wuchs in Hagen als Sohn des Werbeberaters Günter Schlasse (1924–2019) und der Werbetexterin Inge Schlasse (1931–2004) zusammen mit seinem Bruder Ralf (1961–2002) und seiner Schwester Cora (* 1964) auf. Nach seinem Abitur studierte er einige Semester Germanistik und Geschichte und war dann Teil der linksalternativen „Sponti“-Szene. Er bestritt seinen Lebensunterhalt als freier Grafiker und Taxifahrer, bevor er 1979 zu der kurz zuvor von Stefan Klein (alias Stefan Kleinkrieg) gegründeten, vom Punkrock beeinflussten Band Extrabreit stieß.
Von Stefan Klein stammt auch sein Künstlername, der ihn bei seinem ersten Auftritt mit Extrabreit als „KAI HAVAII, die Sirene aus Übersee“ ankündigte – ein Pseudonym, das nach Havaiis eigener Auskunft sofort an ihm hängenblieb. Havaii war von 1988 bis 1993 mit der US-amerikanischen Fotografin Stefani Kong, mit der er in Los Angeles und Köln lebte, verheiratet. Zu dieser Zeit wurde er heroinsüchtig und wurde wiederholt verhaftet. 1991 schaffte er den Entzug und musste kurz danach den Freitod seiner neuen Lebensgefährtin erleben. Von 1993 bis 2000 wohnte und arbeitete er in Berlin. Seit dem Jahr 2000 lebt er mit seiner Lebensgefährtin, der Filmeditorin Maren Großmann, in Hamburg. Sie heirateten 2016 in Edinburgh. Havaii hat keine Kinder.

## Karriere
Nach ersten Cartoon-Veröffentlichungen (Hagener Volksblatt, taz, Der Spiegel, später Eulenspiegel und tip) reüssierte Havaii vor allem als Sänger, Texter (und später auch Komponist) in der Band Extrabreit, die mit ihrem „Punk-’n’-Roll“-Stil zu einer der prägenden Bands der Neuen Deutschen Welle wurden. Seine ausgefeilten, oft vielschichtig-ironischen Texte und sein atemlos-treibender bis paranoider Gesangsstil trugen dazu bei, dass Extrabreit in den 1980er Jahren einer der erfolgreichsten deutschen Musikacts wurden (zwei Goldene LPs 1982). Zu den bekanntesten Titeln der Band gehören Hurra, hurra, die Schule brennt, Polizisten, Flieger, grüß mir die Sonne und Hart wie Marmelade. In den 1990er Jahren entstanden u. a. die Duette mit Hildegard Knef (Für mich soll’s rote Rosen regnen) und mit Harald Juhnke (Nichts ist für immer). Nach dem eintausendsten Live-Konzert mit Extrabreit (August 2005) veröffentlichte er 2007 seinen autobiografischen Roman Hart wie Marmelade, der ausgezeichnete Kritiken erhielt. Bei den Lesungen aus seinem Buch wird er meist von seinem Extrabreit-Partner Stefan Kleinkrieg begleitet, mit dem er Extrabreit-Songs unplugged vorträgt.
Seit 2000 arbeitet Havaii auch als Autor und Produzent für das Fernsehen und war Redaktionsleiter bei der deutschen Version der skurrilen britischen Comedy-Reihe Banzai (Sat.1 2001/2002). Heute ist er öfter als freier Realisator und Koproduzent speziell im Bereich Dokumentation für ARD,  ZDF und ARTE tätig (Das automatische Gehirn, Deutschland von oben, Zugvögel).
Liedtexte

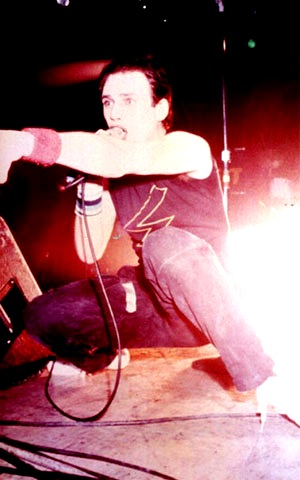
Kai Havaii, 1981

Havaiis Liedtexte setzen sich oft sarkastisch und ironisch mit gesellschaftspolitischen Themen auseinander – z. B. den Tendenzen zum Überwachungsstaat (Polizisten), der Genmanipulation (Der Führer schenkt den Klonen eine Stadt), politischer Gewalt (Der Präsident ist tot), der Zwiespältigkeit öffentlicher Prominenz (Ruhm) oder Drogen (Kokain).
Aktuelle Werke sind Andreas Baaders Sonnenbrille, eine Satire auf RAF-Kult und ebay-Wesen, sowie König der Angst mit dem Thema Amoklauf. Dazu kommen die typischen Alltagsgeschichten, bei denen der – oft anarchische – Selbstbehauptungswille des Individuums in der reglementierten Gesellschaft im Mittelpunkt steht (Kleptomanie, Hurra, hurra, die Schule brennt, Hart wie Marmelade). Dieser rote Faden zieht sich auch durch die Adaptionen deutscher Filmschlager bzw. Chansons, so bei Flieger, grüß mir die Sonne („Piloten ist nichts verboten“) und Für mich soll’s rote Rosen regnen („Ich will alles oder nichts“). Havaiis Figuren sind oft lädierte Helden aus den Randbereichen der Gesellschaft (Russisch Roulette, Walter macht ’ne Bank, Besatzungskind).
Ein weiteres Element sind die stärker metaphorisch-assoziativ geprägten Songs, die die moderne Großstadtparanoia zum Thema haben (1-1-0, Es tickt, Geisterbahn fahrn, In der Stadtmaschine, Freitag Nacht). Die Themen Sex und Liebe werden sowohl in plakativ-humorvoller Weise (Annemarie, Jeden Tag – Jede Nacht, Elvira) wie auch in ernsterer, melancholischer Form behandelt (Lass es regnen, Zur Zeit).
Insgesamt bewegt sich Havaiis Songlyrik zwischen slanghaftem Wortwitz und tiefgängigeren, oft surrealen Bildern.
Die oft gegen Autoritäten gerichtete Tendenz führte auch zu Kontroversen: Extrabreits erster Charterfolg Polizisten wurde 1981 in Bayern wegen der „Verunglimpfung von Staatsorganen“ mit Radioverbot belegt. Auch die lustig-leichte Teenagerhymne Hurra, hurra, die Schule brennt mit den brandstiftenden Vorstadtmädchen wurde 1982 von Eltern- und Lehrerverbänden attackiert.

## Cartoons
Havaiis Cartoons, die er mit seinem bürgerlichen Namen Schlasse signiert, waren nach eigener Auskunft zunächst stark von dem ebenfalls aus der linken „Sponti“-Szene hervorgegangenen Zeichner Gerhard Seyfried beeinflusst, den er 1979 auch persönlich traf.
Weitere Einflüsse waren in der Frühzeit die US-amerikanischen Underground-Comic-Künstler Robert Crumb und Gilbert Shelton.
Später entwickelte sich sein Stil zeichnerisch offener und minimalistischer, während er sich inhaltlich von den Themen der linken Subkultur zu einem zeitloseren, schwarzen Humor hin verlagerte, der wie bei Gary Larson oft über Tierfiguren transportiert wird.

## Schriftsteller
Havaii gab sein schriftstellerisches Debüt 2007 mit der Autobiografie „Hart wie Marmelade“, in der er in selbstironischem, oft sarkastischem Stil einige Stationen seines wechselvollen Lebens beschreibt. Gelobt wurde daran neben dem Sprachwitz vor allem die detailreiche Beschreibung des Zeitgeistes und der Milieus, in denen sich der Autor bewegt („Surreal real“, Rolling Stone, „Hat Witz, Tempo, Selbstironie und Gefühl“, Frankfurter Rundschau, „Amüsant und schonungslos“, Vanity Fair).
Am 13. September 2019 erschien Havaiis erster Roman „Rubicon“, ein Thriller um einen Ex-Elitesoldaten der Bundeswehr, der zum Auftragskiller der italienischen Mafia wird. Das Buch wurde im Februar 2020 für den Friedrich-Glauser-Preis in der Kategorie „Debüt“ nominiert.
Am 11. Oktober 2022 erschien mit „Hyperion“ der zweite Roman des Autors. Das Buch wurde im Verlag Rütten & Loening veröffentlicht. Der Thriller handelt von einem ehemaligen Elitesoldaten und Mitarbeiter des Militärischen Abschirmdiensts, der aktuell jedoch als Koch in einer Berghütte arbeitet. Er lässt sich auf Initiative von BND und Mossad in eine rechtsextremistische Terrororganisation einschleusen.
Die Hörbücher zu „Rubicon“ und „Hyperion“ wurden vom Autor selbst gesprochen.

## Bibliografie
- 2007: Hart wie Marmelade – Ein Rock’n’Roll-Roman aus der Provinz, Kiepenheuer, März 2007 (gebunden), ISBN 978-3-378-00679-9; Aufbau, Oktober 2008 (broschiert), ISBN 978-3-7466-2459-4
- 2019: Rubicon, Verlag: Aufbau Taschenbuch, ISBN 978-3-7466-3804-1
- 2022: Hyperion, Rütten & Loening, ISBN 978-3-352-00974-7